# Премия Доминика Татарки (Словакия)
Премия Доминика Татарки (словац. Cena Dominika Tatarku) — ежегодная литературная премия, присуждаемая за литературное произведение, вышедшее в предыдущем году. Лауреатом этой престижной словацкой литературной премии автор может стать только один раз в жизни. 
Премия присуждается за выдающееся литературное произведение, которое бы соответствовало гуманистической традиции словацкой культуры и опиралось бы на духовное наследие Доминика Татарки.
Главным организатором вручения Премии Доминика Татарки с 2000 года является Консервативный институт имени Милана Растислава Штефаника.

## Обладатели премии
- 1994 — Милан Гамада "Участь Сизифа" / Milan Hamada, Sizyfovský údel
- 1995 — Иван Кадлечик "Головоломки" / Ivan Kadlečík, Hlavolamy
- 1996 — Павел Виликовский "Крутой машинист" / Pavel Vilikovský, Krutý strojvodca
- 1997 — Иван Штрпка "Куклы ниже на голову" / Ivan Štrpka, Bábky kratšie o hlavu
- 1998 — Павел Груз "Вниз пупом, пупом мира" / Pavel Hrúz, Hore pupkom, pupkom sveta
- 1999 — Любомир Липтак "Век дольше, чем сто лет" / Ľubomír Lipták, Storočie dlhšie ako sto rokov
- 2000 — Душан Душек "Пешком в небо" / Dušan Dušek, Pešo do neba
- 2001 — Франтишек Миклошко, Габриэла Смоликова, Петер Смолик "Преступления коммунизма в Словакии 1948-1989гг." / František Mikloško, Gabriela Smolíková, Peter Smolík, Zločiny komunizmu na Slovensku 1948 – 1989
- 2002 — Каталин Вадкерти "Венгерский вопрос в Чехословакии в 1945-1948гг.", Ян Йоганидес "Пуленепробиваемая женщина" / Katalin Vadkerty, Maďarská otázka v Československu 1945 – 1948, Ján Johanides, Nepriestrelná žena
- 2003 — Рудьльф Фила "По пути" / Rudolf Fila, Cestou
- 2004 — Станислав Ракус "Ненаписанный роман" / Stanislav Rakús, Nenapísaný román
- 2005 — Томаш Янович "Люби меня" / Tomáš Janovic, Maj ma rád
- 2006 — Корнел Фёльдвари "О карикатуре" / Kornel Földvári, O karikatúre
- 2007 — Милан Ласица "Точка", Йозеф Яблоницкий "Самиздат о диссидентстве" / Milan Lasica, Bodka, Jozef Jablonický, Samizdat o disente[2]
- 2008 — Ян Бузаши "Жужелица"  (сборник стихов), Микулаш Губа "Идеал - действительность - миф". Из истории братиславского движения по защите природы" / Ján Buzássy, Bystruška (zb. básní), Mikuláš Huba, Ideál – skutočnosť – mýtus. Príbeh bratislavského ochranárstva.
- 2009 — Юрай Мойжиш "Независимым взглядом II" / Juraj Mojžiš, Voľným okom II
- 2010 — Ива Мойжишова "Смех Джакометти" / Iva Mojžišová, Giacomettiho smiech?[3]
- 2011 — Монограмист Т.Д "Я не автор, я метафора" / Monogramista T. D, Nie som autor, som metafora[4]
- 2012 — Олег Пастьер "За эхом тихих голосов II" / Oleg Pastier, Za ozvenou tichých hlasov II[5]
- 2013 — Мартин Бутора, Григорий Месежников, Зора Буторова, Мирослав Коллар за книгу "Откуда и куда" и Мила Гаугова за книги "Прочное дерево детства" и "Cetonia aurata" / Martin Bútora, Grigorij Mesežnikov, Zora Bútorová, Miroslav Kollár, za knihu Odkiaľ a Kam a Mila Haugová za knihy Tvrdé drevo detstva a Cetonia aurata[6]
- 2014 — Любомир Лонгауэр за книгу "Снятие национального костюма" / Ľubomír Longauer, za knihu Vyzliekanie z kroja[7]

## Жюри Премии Доминика Татарки
Постоянные члены:
- Петер Заяц (председатель)
- Владимир Петрик
- Мартин Порубьяк
- Даниэль Фишер
- Мартин М.Шимечка
- Ян Кралик
- Дана Кршакова

## Внешние ссылки
- Премия Доминика Татарки на сайте LCA